# Bergeimer
Der Bergeimer war  ein deutsches regionales Volumenmaß. In Regensburg gehörte es zum üblichen Weinmaß. Der Bergeimer war der normale Eimer, denn es gab auch den Großen Weineimer oder langen Weineimer und den Biereimer. Das Köpfel wurde mit 42 Pariser Kubikzoll, etwa 0,833 Liter, gerechnet.
- 1 Bergeimer (Mosteimer) = 68 Köpfel = 136 Seidel = 2856 Pariser Kubikzoll = 56,65 Liter (gerundet)

Ein Vergleich zu den anderen Eimern
- 1 Visiereimer/Biereimer = 64 Köpfel = 128 Seidel = 2688 Pariser Kubikzoll = 53,32 Liter (gerundet)
- 1 Biereimer (auch) = 60 Köpfel = 120 Seidel = 2520 Pariser Kubikzoll = 48,85 Liter (gerundet)
- 1 Großer/Langer Weineimer = 88 Köpfel = 176 Seidel = 352 Quartl = 704 Achterl[1] = 3696 Pariser Kubikzoll = 73,31 Liter (gerundet)